# Passauer Wolf

Der Passauer Wolf im Wappen der Stadt Passau

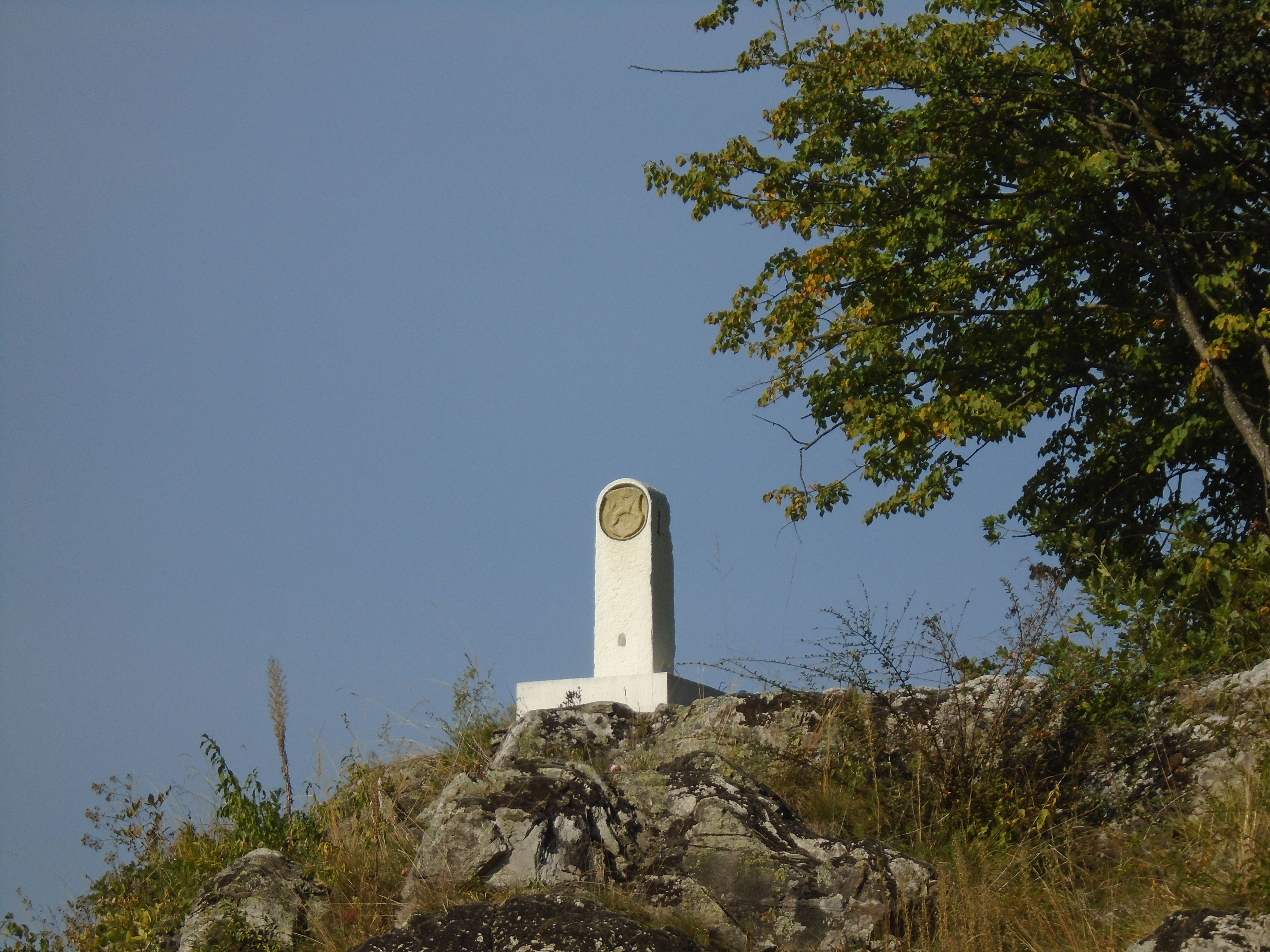
Der Passauer Wolf auf dem Kräutelstein (Grenzstein Nr. 1 der Republik Österreich, bayerische Seite)

Der Passauer Wolf ist eine gemeine Figur in der Heraldik. In der ursprünglichen Version stellt sie einen roten Wolf auf silbernem Schild dar. Verwendungen und Darstellungen des Passauer Wolfs stehen meist im direkten historischen Zusammenhang mit der Stadt Passau, dem Bistum Passau oder dem Hochstift Passau.

## Geschichte
Wann und von wem der rote Wolf als Wappen des Bischofs von Passau gewählt wurde, ist unklar. Vermutlich geht es entweder auf Bischof Wolfger von Erla oder Bischof Rüdiger von Bergheim zurück.
1259 nahm Bischof Otto von Lonsdorf ein Siegel mit der Abbildung eines Wolfes im Gegensigel (Rückseite) in Gebrauch.
Vor 1300 gibt es noch kein offizielles Stadtwappen, die Abbildung des Wolfes ist aber bereits als Garantie- und Warenzeichen auf den Klingen der Passauer Schwertschmiede zu finden. Es ist daher anzunehmen, dass das während des Bürgeraufstands im Jahre 1298 gefertigte und später wieder ausgelieferte Stadtsiegel bereits den Passauer Wolf zeigte. 1350 erscheint der Passauer Wolf auf der Fahne des Bischofs von Passau in der Zürcher Wappenrolle.
1368 wurde der Stadt durch den Bischof ein Siegel bewilligt, das den Wolf nur im kleinen Schild zu Füßen des Hl. Stephanus, des Patrons des Domstiftes, zeigt. Der rote Wolf als alleiniges Wappen wurde der Stadt erst 1432 im sogenannten „Fünferspruch“ bewilligt.
Da der rote Wolf vor 1803 zeitgleich sowohl Wappen der Stadt Passau als auch Wappen des Bischofs und damit Wappen des Hochstifts war, führte die Stadt in dieser Zeit ein davon abgeleitetes Wappen, das den roten Wolf mit einem aufgelegten blauen Querbalken zeigte.
Nachdem 1803 das Hochstift Passau im Reichsdeputationshauptschluss aufgelöst worden war, bestand keine Notwendigkeit der Unterscheidbarkeit der Wappen mehr und unterblieb dann deshalb.
Da der rote Wolf seit 1803 zunehmend eher als Wappen der Stadt Passau als das des Passauer Bischofs verstanden wird, geht das Bistum Passau daher in letzter Zeit dazu über den Wolf im Wappen des Bistums mit Bischofsstab darzustellen.
Zwischen 1804 und 1806 war der Passauer Wolf eine der Wappenfiguren des Wappens des Kurfürstentum Bayerns.

## Wappen
Darstellung im Wappen der Stadt Passau als Grundmotiv.
Beschreibung: In Silber ein aufrechter rotgezungter und so bewehrter roter Wolf.

## Darstellungen

### Kurfürstentum Bayern

Wappen des Kurfürstentums Bayern zwischen 1804 und 1806

### Bistum und Hochstift Passau

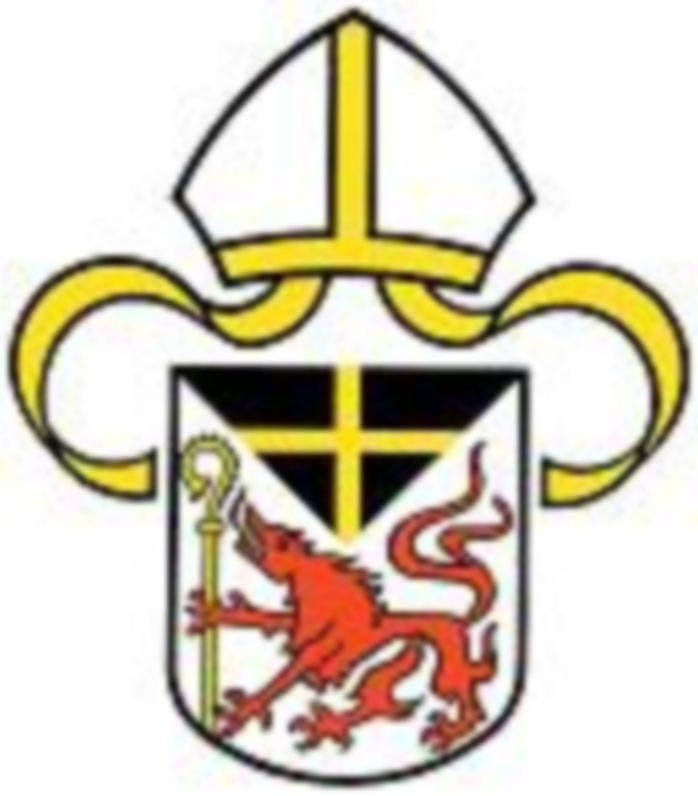
Aktuelles Wappen des Bistums Passau
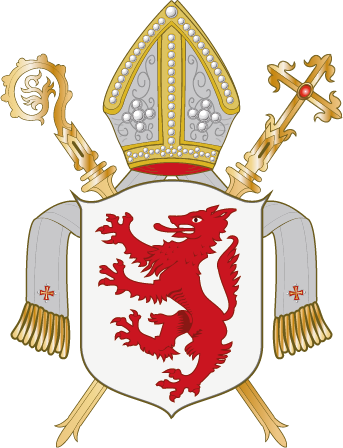
Historisches Wappen des Bistums Passau bzw. des Hochstifts Passau
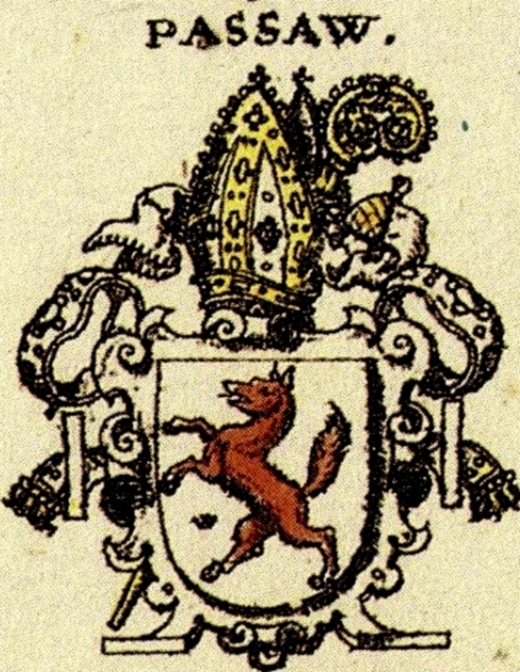
Historisches Wappen des Bistums Passau

### Stadt Passau und Landkreise

Wappen der Stadt Passau
Wappen des Landkreises Passau
Wappen des Landkreises Freyung-Grafenau

#### Wappen ehemaliger Landkreise

Wappen des Landkreises Passau vor 1972
Wappen des ehemaligen Landkreises Wolfstein
Wappen des ehemaligen Landkreises Wegscheid

### Gemeindewappen (Auswahl)
Der Passauer Wolf erscheint auch in verschiedenen Gemeinde- und Stadtwappen in Niederbayern sowie Ober- und Niederösterreich. Form und Tingierung können jedoch hierbei zum Teil von der ursprünglichen Form stark abweichen.

#### Landkreis Passau

Wappen der Gemeinde Büchlberg
Wappen der Stadt Hauzenberg
Wappen der Gemeinde Hutthurm
Wappen der Gemeinde Obernzell
Wappen der Gemeinde Ruderting
Wappen der Gemeinde Untergriesbach
Wappen der Gemeinde Windorf

#### Sonstige Gemeindewappen in Niederbayern

Wappen der Gemeinde Aholming (Landkreis Deggendorf)
Wappen der Gemeinde Perlesreut (Landkreis Freyung-Grafenau)
Wappen der Gemeinde Schaufling (Landkreis Deggendorf)

#### Oberösterreich

Wappen der Gemeinde Andorf
Wappen der Gemeinde Münzkirchen
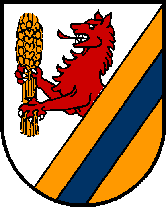
Wappen der Gemeinde Neufelden
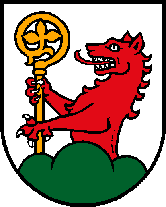
Wappen der Gemeinde Obernberg am Inn
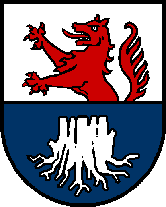
Wappen der Gemeinde Oepping
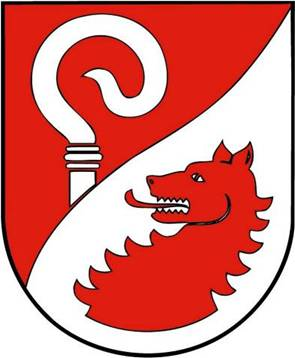
Wappen der Gemeinde Sankt Aegidi
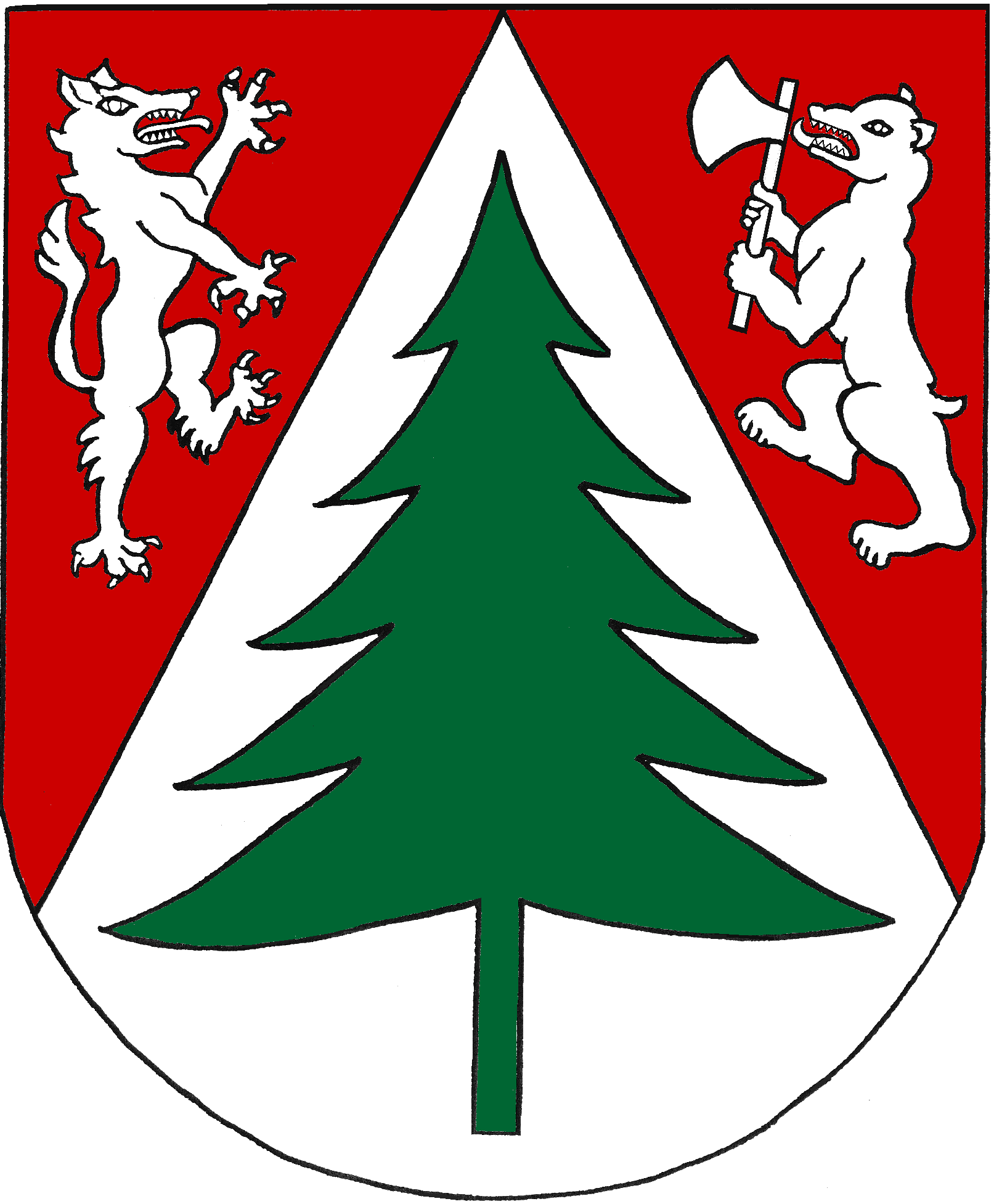
Wappen der Gemeinde St. Marienkirchen bei Schärding
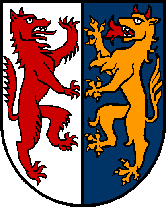
Wappen der Gemeinde Wolfern
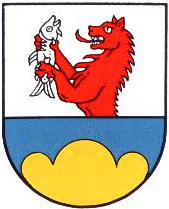
Wappen der ehemaligen Gemeinde Ebelsberg

#### Niederösterreich

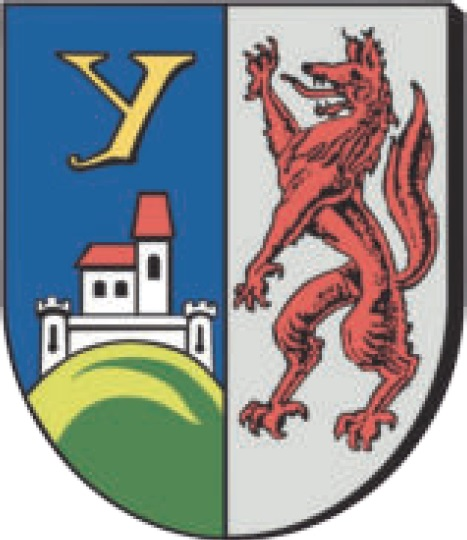
Wappen der Gemeinde Böheimkirchen
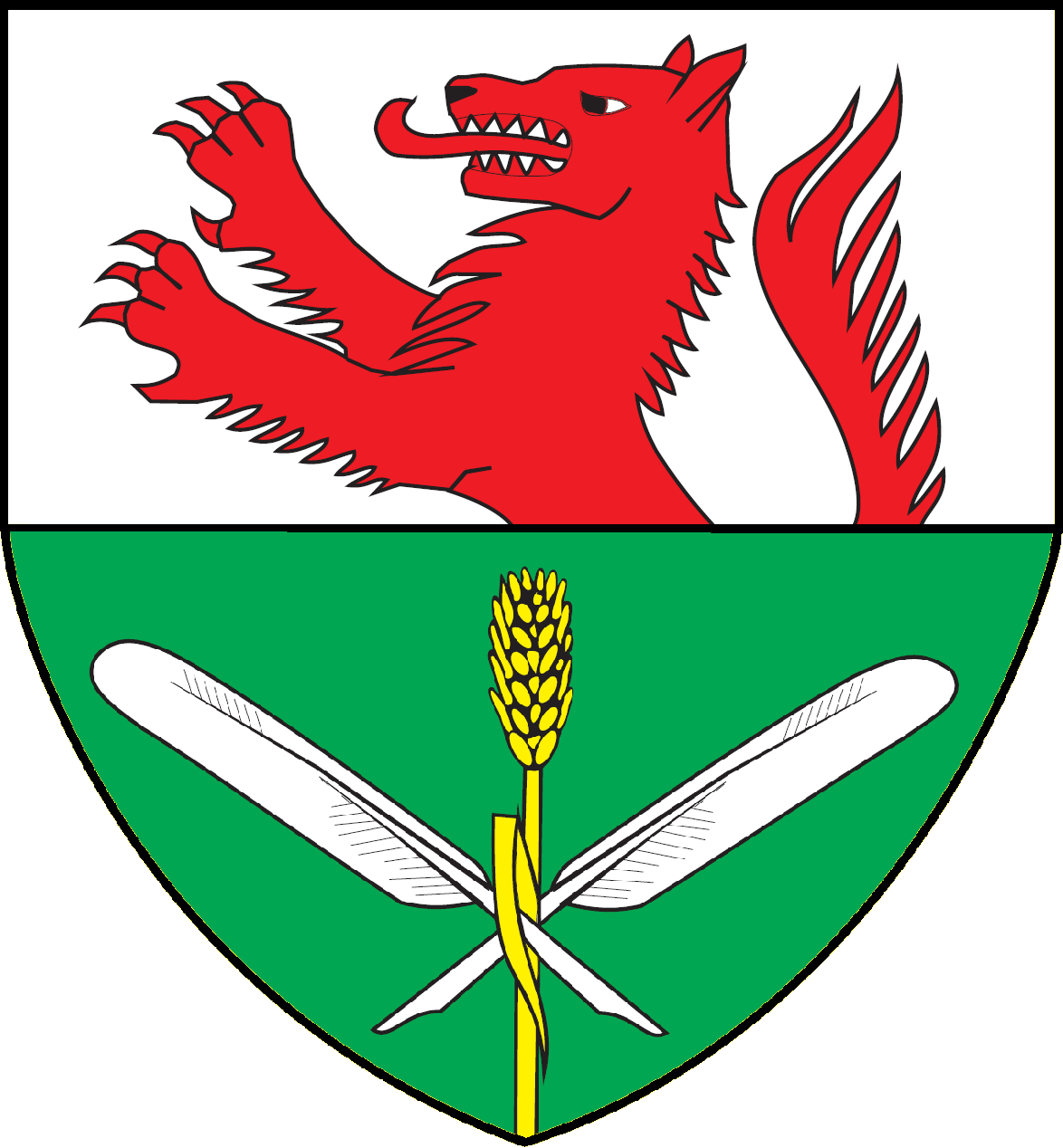
Wappen der Gemeinde Großrußbach
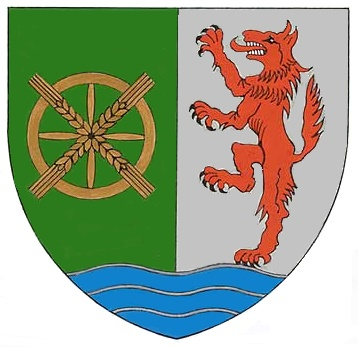
Wappen der Gemeinde Hürm
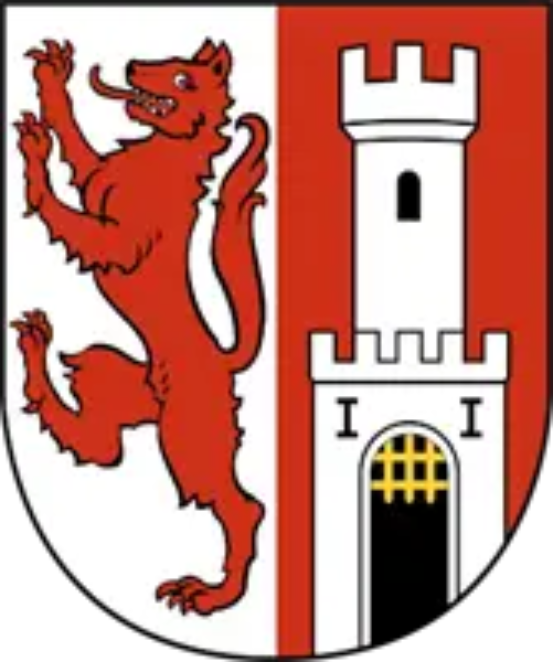
Wappen der Gemeinde Mautern an der Donau
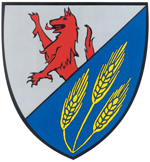
Wappen der Gemeinde Pyhra
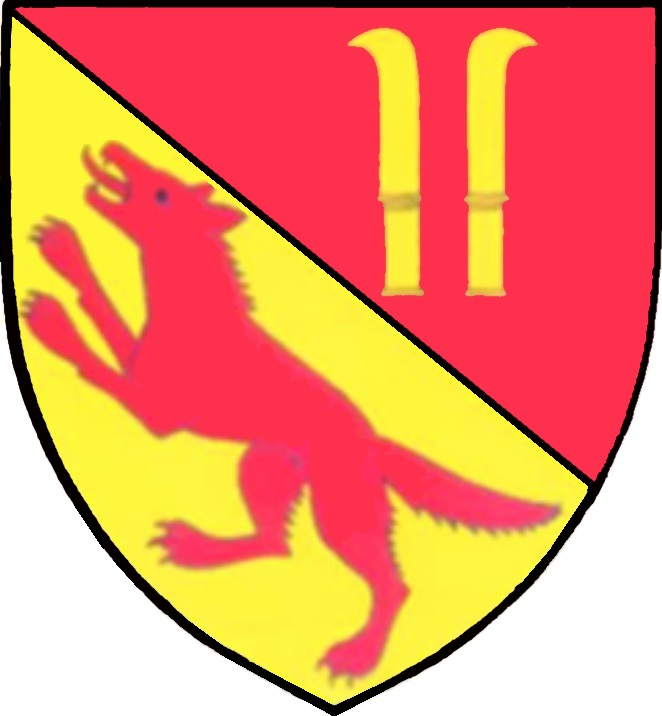
Wappen der Gemeinde Sitzendorf an der Schmida
Wappen der Landeshauptstadt St. Pölten
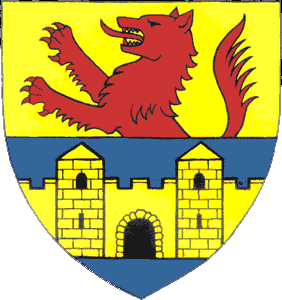
Wappen der Gemeinde Zeiselmauer-Wolfpassing

#### Salzburg

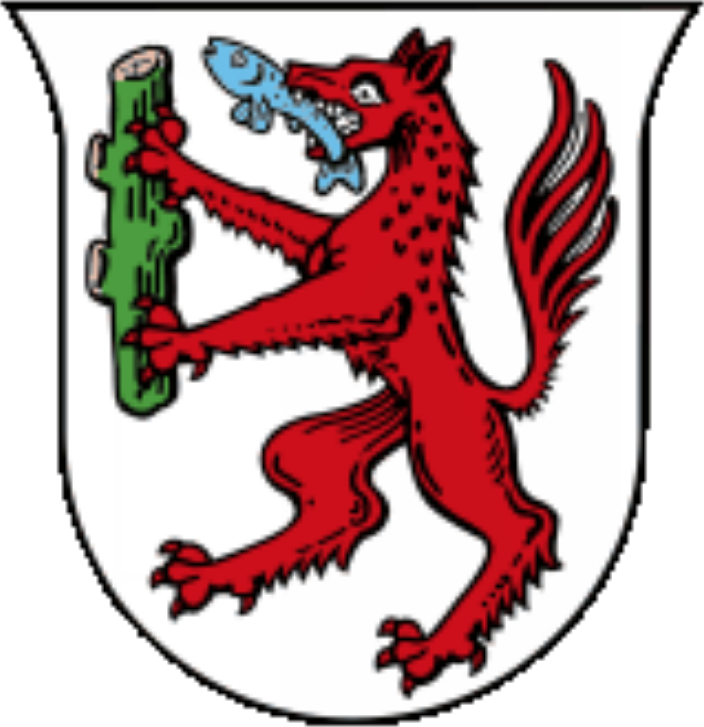
Wappen der Marktgemeinde Obertrum am See

#### Tschechien
- noch ohne Bild: Bary

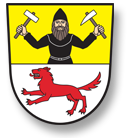
Mutěnín (Mutterndorf)
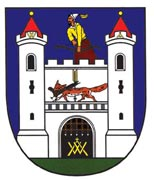
Strážov (Drosau) im Fang den Böhmischen Adler